# Claude Gaillard
 (mars 2024).
Si vous disposez d'ouvrages ou d'articles de référence ou si vous connaissez des sites web de qualité traitant du thème abordé ici, merci de compléter l'article en donnant les références utiles à sa vérifiabilité et en les liant à la section « Notes et références ».
Pour les articles homonymes, voir Claude Gaillard (paléontologue) et Gaillard.
Claude Gaillard, né le 15 août 1944 à Montriond (Haute-Savoie), est un ingénieur et homme politique français.

## Biographie
Il est diplômé de l'Institut national des sciences appliquées de Lyon en 1968.
Claude Gaillard est élu député le 12 juin 1988 pour la 3e circonscription de Meurthe-et-Moselle et siège avec le groupe Union pour la démocratie française jusqu'au 19 juin 2007. Il ne s'est pas représenté en 2007 et a soutenu la candidature de Valérie Rosso-Debord.
Ancien membre du Pôle républicain, indépendant et libéral, puis du groupe UMP, il a été successivement premier vice-président de l'Assemblée Nationale (1995-1997), 2ème Vice-Président (1997-2000), 2ème Questeur (2002-2004) puis 1er Questeur de l'Assemblée nationale (2004-2007).
De juin 2008 à mai 2012, il est conseiller parlementaire au cabinet du Premier ministre François Fillon.
Claude Gaillard est chevalier de l'Ordre National du Mérite (1988) et chevalier de la Légion d'Honneur (30/01/2008).

## Mandats
- 22/03/1982 - 02/10/1988 : membre du conseil général de Meurthe-et-Moselle
- 14/03/1983 - 19/03/1989 : 2ème adjoint au maire de Nancy (Meurthe-et-Moselle)
- 18/03/1985 - 02/10/1988 : vice-président du conseil général de Meurthe-et-Moselle
- 13/06/1988 - 01/04/1993 : député
- 03/10/1988 - 27/03/1994 : membre du conseil général de Meurthe-et-Moselle
- 03/10/1988 - 29/03/1992 : 1er vice-président du conseil général de Meurthe-et-Moselle
- 20/03/1989 - 18/06/1995 : 1er adjoint au maire de Nancy (Meurthe-et-Moselle)
- 30/03/1992 - 27/03/1994 : 1er vice-président du conseil général de Meurthe-et-Moselle
- 02/04/1993 - 21/04/1997 : député
- 28/03/1994 - 15/03/1998 : 1er vice-président du conseil général de Meurthe-et-Moselle
- 25/08/1995 - 01/06/1997 : 1er adjoint au maire de Nancy (Meurthe-et-Moselle)
- 01/06/1997 - 18/06/2002 : député
- 22/03/1998 - 18/03/2004 : 2ème puis 1er vice-président du conseil régional de Lorraine
- 01/06/1997 - 18/06/2002 : député

- 2004 - 2010 : Membre du conseil régional de Lorraine.